# Cyathea bipinnata
Cyathea bipinnata là một loài thực vật có mạch trong họ Cyatheaceae. Loài này được (R.M. Tryon) R.C. Moran mô tả khoa học đầu tiên năm 1995.